# سافا إيفانوفيتش مامونتوف
سافا إيفانوفيتش مامونتوف (بالروسية: Мамонтов, Савва Иванович)‏ (و. 1841 – 1918 م) هو جامع تحف، وشخصية أعمال من الإمبراطورية الروسية، وجمهورية روسيا السوفيتية الاتحادية الاشتراكية، توفي في موسكو، عن عمر يناهز 77 عاماً.

## جوائز
حصل على جوائز منها:

وسام القديس فلاديمير من الدرجة الرابعة ‏